# Катастрофа Ту-154 под Хорремабадом
Катастрофа Ту-154 под Хорремабадом — крупная авиационная катастрофа, произошедшая во вторник 12 февраля 2002 года в окрестностях Хорремабада (Иран), при этом погибли 119 человек.

## Самолёт
Ту-154М с заводским номером 91A-871 и серийным 08-71 был выпущен заводом Авиакор 21 мая 1991 года и в июне передан Министерству гражданской авиации, которое присвоило авиалайнеру регистрационный номер СССР-85698 и направило его в Азербайджанское управление. В 1993 году авиалайнер был перерегистрирован, в результате чего СССР- сменилось на 4K-. 
После капремонта самолёт, чтобы оплатить работы, был сдан в лизинг АРЗ-400, который в свою очередь в мае 2000 года сдал его в сублизинг болгарской компании Балкан, бортовой номер при этом сменился на LZ-LTO, а в декабре 2000 года был сдан в сублизинг другой болгарской компании — Bulgarian Air Charter (BAC), бортовой номер сменился уже на LZ-LCO. 21 января 2002 года лайнер был сдан BAC в сублизинг иранской компании Iran Air Tours, бортовой номер сменился на EP-MBS. Всего ко дню катастрофы авиалайнер имел наработку 12 701 час налёта и 5516 циклов. Установленные на нём три турбореактивных двигателя были модели Д-30КУ-154-II.

## Катастрофа
Самолёт выполнял пассажирский рейс 956 из Тегерана в Хорремабад и вылетел в 07:30 с 12 членами экипажа и 107 пассажирами на борту. Среди пассажиров находились 4 государственных чиновника и как минимум 4 иностранца (испанцы). Заход на посадку выполнялся в сложных метеоусловиях, при этом экипаж отклонился относительно продолжения оси ВПП влево на 3 км. Примерно в 15 милях от аэропорта на высоте 9100 футов (2773 метра) над уровнем моря (5300 футов или 1620 метров над уровнем аэродрома) снижающийся Ту-154  врезался в гору Кухэ-Сефид (Kuh-e Sefid) близ селения Сарабэ-Дорех и взорвался. Все 119 человек на борту погибли (поначалу газеты ошибочно указывали 117 погибших).

## Последствия
Вскоре после катастрофы отдельные депутаты призывали к отставке или увольнению министра транспорта Ахмада Хоррама, а также главы организации гражданской авиации Бехзада Мазахери. Около 150 депутатов написали письмо на имя президента Мохаммада Хатами, прося его принять необходимые меры по делу об оглашении причин катастрофы.
Также высказывались мнения, что главной причиной катастрофы стали санкции со стороны США, из-за чего иранские авиакомпании не могли приобрести запчасти для приобретённых до 1979 года (до исламской революции) самолётов Boeing, а были вынуждены арендовать старые авиалайнеры на постсоветском пространстве. Iran Air Tours заявила, что прекращает эксплуатацию самолётов «Ту», хотя на деле это заявление не было выполнено.